# Альбемарль (Північна Кароліна)
Альбемарль (англ. Albemarle) — місто (англ. city) в США, в окрузі Стенлі штату Північна Кароліна. Населення — 16 432 особи (2020).

## Географія
Альбемарль розташований за координатами 35°21′36″ пн. ш. 80°11′32″ зх. д. / 35.36000° пн. ш. 80.19222° зх. д. (35.360039, -80.192135).  За даними Бюро перепису населення США в 2010 році місто мало площу 43,71 км², з яких 43,36 км² — суходіл та 0,35 км² — водойми.

## Демографія
Згідно з переписом 2010 року, у місті мешкали 15 903 особи в 6512 домогосподарствах у складі 4070 родин. Густота населення становила 364 особи/км².  Було 7499 помешкань (172/км²).
Расовий склад населення:
| - 70,1 % — білих - 22,4 % — чорних або афроамериканців - 2,9 % — азіатів - 0,3 % — корінних американців - 2,4 % — осіб інших рас |

До двох чи більше рас належало 1,8 %. Частка іспаномовних становила 4,5 % від усіх жителів.
За віковим діапазоном населення розподілялося таким чином: 23,7 % — особи молодші 18 років, 58,6 % — особи у віці 18—64 років, 17,7 % — особи у віці 65 років та старші. Медіана віку мешканця становила 39,6 року. На 100 осіб жіночої статі у місті припадало 87,2 чоловіків;  на 100 жінок у віці від 18 років та старших — 82,4 чоловіків також старших 18 років.
Середній дохід на одне домашнє господарство  становив 46 380 доларів США (медіана — 32 606), а середній дохід на одну сім'ю — 58 211 долар (медіана — 44 417). Медіана доходів становила 39 346 доларів для чоловіків та 31 322 долари для жінок. За межею бідності перебувало 26,2 % осіб, у тому числі 35,3 % дітей у віці до 18 років та 12,0 % осіб у віці 65 років та старших.
Цивільне працевлаштоване населення становило 6328 осіб. Основні галузі зайнятості: освіта, охорона здоров'я та соціальна допомога — 27,3 %, роздрібна торгівля — 15,8 %, виробництво — 13,4 %.